# Psychomotricien
 (mars 2014).
Si vous disposez d'ouvrages ou d'articles de référence ou si vous connaissez des sites web de qualité traitant du thème abordé ici, merci de compléter l'article en donnant les références utiles à sa vérifiabilité et en les liant à la section « Notes et références ».
 (février 2012).
Le psychomotricien est un professionnel de santé paramédical. En France, il est reconnu en tant qu'auxiliaire médical et ses compétences sont fixées par un décret d'actes depuis 1988. L'exercice de la profession dépend de l'obtention du diplôme d'état de psychomotricien après un concours dans l'une des écoles françaises et 3 années de formation à la fois théoriques, cliniques et pratiques (réingénierie de la profession en cours pour une passation de diplôme en 5 ans).
La psychomotricité a plusieurs champs d'action : l'éducation thérapeutique, la prévention et la rééducation. Elle s'adresse donc à un large public allant du bébé et ses parents, aux jeunes enfants, adolescents, adultes, jusqu'aux personnes âgées.
Le psychomotricien est le spécialiste de la rééducation des troubles psychomoteurs. Il tient compte des difficultés (neuro)motrices, sensorielles, cognitives, psychologiques, tonico-émotionnelles et sociales. Il rééduque les fonctions motrices et  les fonctions exécutives impliquées dans la mécanique neuropsychomotrice (planification, anticipation, mémoire de travail visuospatiale...).
L'objectif du psychomotricien est donc de pouvoir proposer une prise en charge globale au patient d'un point de vue fonctionnel dans les handicaps neuromoteurs, moteurs mais aussi d'un point de vue social, psychiatrique et psychologique.

## Métier

### En France
La profession de psychomotricien est réglementée et est placée sous la double tutelle du Ministère de la santé et du Ministère de l'Enseignement supérieur et de la Recherche. Un champ de compétence a été fixé afin de définir la liste des actes professionnels que les psychomotriciens sont habilités à accomplir.
Un décret en Conseil d'État détermine les conditions d'exercice de la profession. Le psychomotricien exerce sa profession sur prescription médicale auprès d'enfants et d'adultes qui présentent des difficultés d'adaptation au monde à cause d'une intégration perceptivo-motrice perturbée. La cause du déficit peut être un trouble psychomoteur à proprement parler mais aussi un tableau plus large où la difficulté perceptivo-motrice n'est alors qu'une partie de l'inadaptation.
Cette définition donne à la profession un champ d'action, du point de vue des lieux d'intervention, très large. Le psychomotricien s'adresse donc à une population de différents âges au cours de la vie pour des actions de dépistage, de diagnostic, de prévention, d'accompagnement et surtout de soin.
Très au fait du développement de l'enfant et des troubles neuromoteurs, le psychomotricien tente d'apporter, par des mises en situation et des apprentissages spécifiques, une amélioration des perceptions sensorielles, kinesthésiques, proprioceptives ou une disparition même du trouble neurodéveloppemental visé. À défaut, il aide à la compensation et à l'intégration du sujet en comprenant une adaptation de ses déficits dans l'environnement.
Si le cadre d'intervention est toujours le même : évaluation, diagnostic, construction d'un projet thérapeutique, réévaluation du travail effectué, les méthodes de thérapie sont, elles, riches et multiples. Elles empruntent à la recherche fondamentale comme à la recherche appliquée toute avancée qui pourrait aider le patient.
Le psychomotricien étudie à la fois :
- les mécanismes perceptifs, c'est-à-dire comment et avec quelle efficacité le sujet extrait du milieu les informations pertinentes pour la réalisation de son projet moteur ;
- le comportement moteur lui-même et ses caractéristiques ;
- et les interrelations.

Afin d'en dégager un profil psychomoteur, sorte d'engagement propre de chaque sujet dans son environnement (dimension biopsychosociale). La thérapie psychomotrice est un des moyens qui permettent de restaurer l'adaptation de l'individu au milieu par le biais d'expérimentations psychomotrices.

#### Lieux d'exercice
Le psychomotricien travaille dans les secteurs hospitaliers, sanitaires, médico-sociaux, sociaux, éducatifs ou en pratique libérale.
Aujourd'hui, il travaille à 85 % en tant que salarié, cependant l'activité libérale est également possible et tend à se développer. C'est le non-remboursement des séances par la sécurité sociale qui est un frein à l'évolution de ce mode d'exercice. On note cependant que des remboursements partiels sont effectués par certaines mutuelles, la MDPH permet également le remboursement de séances sous conditions. L'exercice libéral est possible en cabinet, mais également à domicile, et pour des interventions en institutions (crèche, école primaire, auprès des mairies, etc.)
En tant que salarié, le psychomotricien peut travailler dans des structures spécialisées (ITEP, SESSAD, IME, CSMI, PMI, centre pour déficients auditifs et visuels, hôpitaux de jour, etc.), dans les structures hospitalières publiques ou privées (service de néonatalogie, CAMSP, Centre Médico-Psychologique, Centre Médico-Psycho-Pédagogique, gériatrie, psychiatrie, réadaptation, addictologie, oncologie, soins palliatifs, etc.), dans les EHPAD (établissements d'hébergement pour personnes âgées dépendantes, unité Alzheimer, PASA, SSR, accueil de jour), au sein d'équipes spécialisées Alzheimer, etc. La liste n'est pas exhaustive et tend à s'étendre car on découvre jour après jour de nouvelles possibilités et de nouveaux champs d'actions pour cette discipline.
Il forme et encadre des étudiants et des stagiaires en psychomotricité. Il analyse sa pratique professionnelle et l'évalue au regard des principes déontologiques et éthiques. Il met à jour régulièrement les connaissances et les pratiques de son champ d'intervention.

### Pluridisciplinarité
Il est important de comprendre que le psychomotricien ne travaille jamais seul. Il exerce en complémentarité avec les autres professionnels paramédicaux, médicaux et sociaux (médecins, orthophonistes, kinésithérapeutes, ergothérapeutes, psychologues, éducateurs spécialisés, etc.) C'est cette pluridisciplinarité qui permet une prise en charge qui soit la plus globale et personnalisée possible.

## Les troubles psychomoteurs
Ce sont des troubles neurodéveloppementaux qui affectent l'adaptation du sujet dans sa dimension perceptivo-psycho-motrice. Leurs causes sont plurifactorielles associant des facteurs (épi)génétiques, neurobiologiques et psychosociaux qui agissent à différents niveaux de complémentarité et d'expression.
Ils sont souvent situationnels et discrets, entravant en priorité les mécanismes d'adaptation, constituant une source de désagrément et de souffrance pour le porteur et le milieu social. Leur analyse clinique nécessite, outre une connaissance référentielle approfondie du développement normal, des investigations spécifiques dont l'examen psychomoteur.
Les principaux troubles psychomoteurs sont :
- le trouble déficitaire de l'attention/hyperactivité ou TDA/H (mettant en jeu les processus attentionnels, d'inhibition psychomotrice, d'aversion du délai, d'impulsivité motrice, etc)
- le trouble développemental de la coordination ou TDC (dyspraxie)
- les dysgraphies et troubles de la graphomotricité de manière plus générale
- les retards psychomoteurs (notamment chez le nourrisson)
- les troubles de repérage et de structuration spatio-temporel
- les troubles de la communication non verbale
- les mouvements anormaux, exemple : les tics
- les troubles de la dominance latérale
- les troubles du tonus musculaire (tonico-émotionnels)
- les troubles du schéma corporel et de l'image du corps

La caractéristique des troubles psychomoteurs est qu'ils peuvent être à la fois syndrome principal ou symptômes associés à des affections plus complexes. Pour cela le psychomotricien est également habilité à intervenir dans le traitement des déficiences intellectuelles, des troubles de la personnalité, des troubles des régulations émotionnelles et relationnelles, de syndromes douloureux et des troubles de la représentation du corps.

## Formation

### En France
En France, il existe un diplôme d'État (DE) depuis 1974 (cf. décret no 74-112 du 15 février 1974).
Le DE est obligatoire pour exercer. La formation dure trois ans (cours théoriques, pratiques, enseignements théorico-cliniques et stages). Il existe actuellement quinze instituts de formation en Psychomotricité (IFP) en France, à Alençon, Bordeaux, Boulogne-Billancourt (ISRP), La Garde, Lyon, Lille, Mulhouse, Toulouse, Paris (Pitié-Salpêtrière), Marseille (ISRP), Meulan-les-Mureaux, Orléans, Rouen, Vichy (ISRP) et l'Ile de la Réunion. Un numerus clausus spécifique à chaque école limite l'entrée en 1re année.
La formation est accessible sur concours avec post-bac. Le concours comprend une épreuve (écrite) de biologie de deux heures (niveau 1re et Terminale S) et une épreuve de français, avec parfois, en plus, un des tests psychotechniques. Trois instituts (Bordeaux, Mulhouse, Orléans) intègrent les étudiants à l'issue d'une première année commune aux études de santé (PACES), commune avec les étudiants en médecine, pharmacie, dentaire, maïeutique, et d'autre filières du domaine de la santé. Dans tous les cas, beaucoup de candidats passent le concours après une année de préparation.
Il est aussi possible d'intégrer un institut de formation en psychomotricité à partir de la deuxième année. La passerelles est possible selon les conditions de mentionnées dans l'article 25 de l'Arrêté du 7 avril 1998 relatif aux études préparatoire au Diplôme d'État de psychomotricien. Sont dispensées de la première année d'études en vue du diplôme d'Etat de psychomotricien les personnes titulaires des diplômes suivants et ayant obtenu une moyenne générale de 10 sans note inférieure à 8 à un examen écrit portant sur le contenu des modules théoriques de première année :
- validation du premier cycle des études médicales ;
- licence ou maîtrise de psychologie ;
- diplôme d'État d'ergothérapeute ;
- diplôme d'État d'infirmier ou d'infirmière ;
- diplôme d'infirmier de secteur psychiatrique ;
- diplôme d'État de masseur-kinésithérapeute ;
- diplôme d'État d'éducateur spécialisé ;
- certificat de capacité en orthophonie ;
- certificat d'aptitude à l'éducation des enfants et adolescents déficients ou inadaptés ;
- licence des sciences et techniques des activités physiques et sportives ;
- diplômes mentionnés en annexe de l'article A. 212-2 du code des sports et mentionné à l'article D. 212-35 du code des sports s ;
- diplôme de maître d'éducation physique ;
- certificat de capacité d'orthoptiste.

Par arrêté de la ministre des affaires sociales et de la santé en date du 6 mai 2021, le nombre d'étudiants à admettre en première année d'études préparatoires au diplôme d'État de psychomotricien pour l'année scolaire 2021-2022 est fixé à 1 101 et réparti dans les différentes régions comme suit : Auvergne-Rhône-Alpes : 136, Bourgogne-Franche-Comté : 10, Bretagne : 30, Centre-Val de Loire : 25, Grand Est : 25, Guyane : 15, Hauts-de-France : 80, Ile-de-France : 430, La Réunion : 25, Normandie : 60, Nouvelle-Aquitaine : 50, Occitanie : 75, Provence-Alpes-Côte d'Azur : 140.
Le nombre de places réservées aux sportifs de haut niveau dispensés du concours d'entrée en formation et défini à l'article 2 de l'arrêté du 26 août 2010 relatif aux dispenses d'épreuves accordées aux sportifs de haut niveau pour l'admission dans les instituts de formation en masso-kinésithérapie, en pédicurie-podologie, en ergothérapie et en psychomotricité est fixé à dix par an pour l'admission dans les instituts de formation en psychomotricité.

### En Suisse
La formation de thérapeute en psychomotricité est dispensée par la Haute école de travail social (HETS). Elle est accessible à l'issue d'un master.

### En Belgique
En septembre 2012, la Haute École Léonard de Vinci (à Bruxelles) a ouvert une formation de bachelier (bachelor) en psychomotricité. Les études durent trois ans[réf. souhaitée] et les cours se partagent entre deux instituts : l'Institut Libre Marie HAPS et Parnasse-deux-Alice, mais aussi à Namur entre la Haute école de la Province de Namur et la Haute école Albert Jacquard, qui se partagent également les cours. Le nom de psychomotricien est protégé désormais (avant, le terme psychomotricien n'était pas défini dans la loi ; de ce fait, n'importe qui pouvait être « psychomotricien » même sans diplôme ; certains termes sont encore non reconnus par la loi (et donc non protégés), par exemple « psychothérapeute »). Auparavant, il fallait faire une autre formation (kinésithérapeute, ostéopathe, instituteur, psychologue…) pour accéder à une année de spécialisation en psychomotricité. Il y a très peu de psychomotriciens en Belgique par rapport à la France[réf. souhaitée].
En 2013, un autre bachelier est accessible à Mons/Tournai. L'admission se fait sur dossier, le nombre de places à Bruxelles est de 200 étudiants (cette année[Quand ?] il y a 150 élèves).
À Leuven (Louvain) (Belgique-Flandre), il existe une formation universitaire en psychomotricité depuis 1965. La tradition flamande se situe dans la lignée de Griesinger qui a introduit le terme psychomotricité en psychiatrie.
Certaines écoles d'enseignement de type promotion sociale proposent également une formation de bachelier en psychomotricité. C'est notamment le cas de l'IORT (Institut Optique Raymond Tibaut) située à Uccle.
En septembre 2016, la situation de la pratique psychomotrice en Belgique. À la suite des décisions du gouvernement fédéral, le Ministère de la Santé belge envisage de considérer la psychomotricité comme un champ d’application relevant des métiers de masseur-kinésithérapeute, logopède et ergothérapeute. Ainsi, les psychomotriciens exerçant à ce jour en Belgique ne réaliseraient plus que des activités d’éducation et de prévention des personnes. Toute action attribuée à une pratique de soin serait alors considérée comme exercice illégal d’une des professions paramédicales précédemment citées.

### Au Québec
La profession de psychomotricien n'existe pas au Québec. Cependant, c'est l'un des nombreux aspects abordés dans les programmes d'études universitaires suivants : 
- baccalauréat en adaptation scolaire et sociale[6],[7] ;
- baccalauréat en ergothérapie[8],[9] ;
- maîtrise en orthopédagogie[10].